# Dictionnaire Infernal

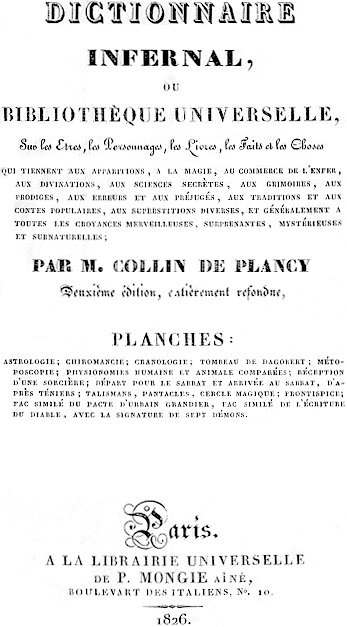
Dictionnaire Infernal; Deckblatt der Ausgabe von 1826

Das Dictionnaire Infernal (deutsch ‚Höllisches Wörterbuch‘) ist ein Buch der Dämonologie, strukturiert in höllischen Hierarchien. Es wurde von dem Okkultisten Jacques Albin Simon Collin de Plancy (1794–1881) geschrieben und im Jahr 1818 erstmals veröffentlicht. Es gab mehrere Auflagen des Buches, die bekannteste ist die des Jahres 1863, in der 69 Illustrationen hinzugefügt wurden. Diese Bilder sind Zeichnungen, welche die Beschreibungen des Erscheinungsbildes der unterschiedlichen Dämonen darzustellen versuchen. Viele dieser Abbildungen wurden später in S. L. MacGregor Mathers’ Ausgabe von The Lesser Key of Solomon (Clavicula Salomonis; ‚Schlüsselchen Salomons‘) verwendet, wenngleich einige der Bilder entfernt wurden.
Das Buch wurde nach seiner Erstveröffentlichung in zwei Bände aufgeteilt, mit sechs Nachdrucken und vielen Veränderungen zwischen 1818 und 1863. Das Buch versucht eine Darstellung des gesamten Wissens über Aberglaube und Dämonologie zu bieten.
Auf der Titelseite der Ausgabe von 1826 wird der Inhalt folgendermaßen angegeben:

« Dictionnaire infernal ou Bibliothèque Universelle, sur les êtres, les personnages, les livres, les faits et les choses, qui tiennent aux apparitions, à la magie, au commerce de l’enfer, aux divinations, aux sciences secrètes, aux grimoires, aux prodiges, aux erreurs et aux préjugés, aux traditions et aux contes populaires, aux superstitions diverses, et généralement à toutes les croyances merveilleuses, surprenantes, mystérieuses et surnaturelles »

„Höllisches Wörterbuch oder universelle Bibliothek, über Wesen, Persönlichkeiten, Bücher, Tatsachen und Dinge betreffend Erscheinungsformen, Magie, Handel mit der Hölle, Wahrsagen, geheime Wissenschaften, Grimoiren, Wunderdinge, Irrtümer, Vorurteile, Traditionen und volkstümliche Erzählungen, verschiedene Aberglauben, und generell allerlei wunderbare, überraschende, geheimnisvolle und übernatürliche Vorstellungen“

## Aufgeführte Dämonen

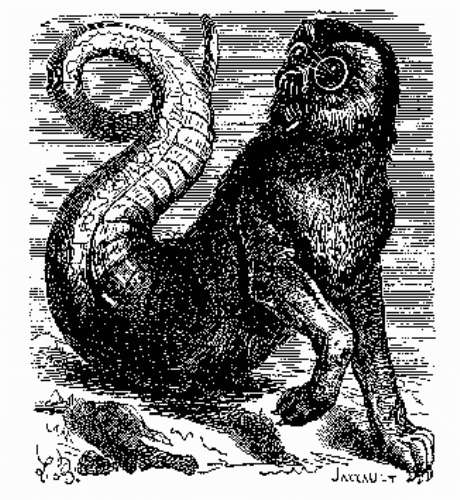
Amon
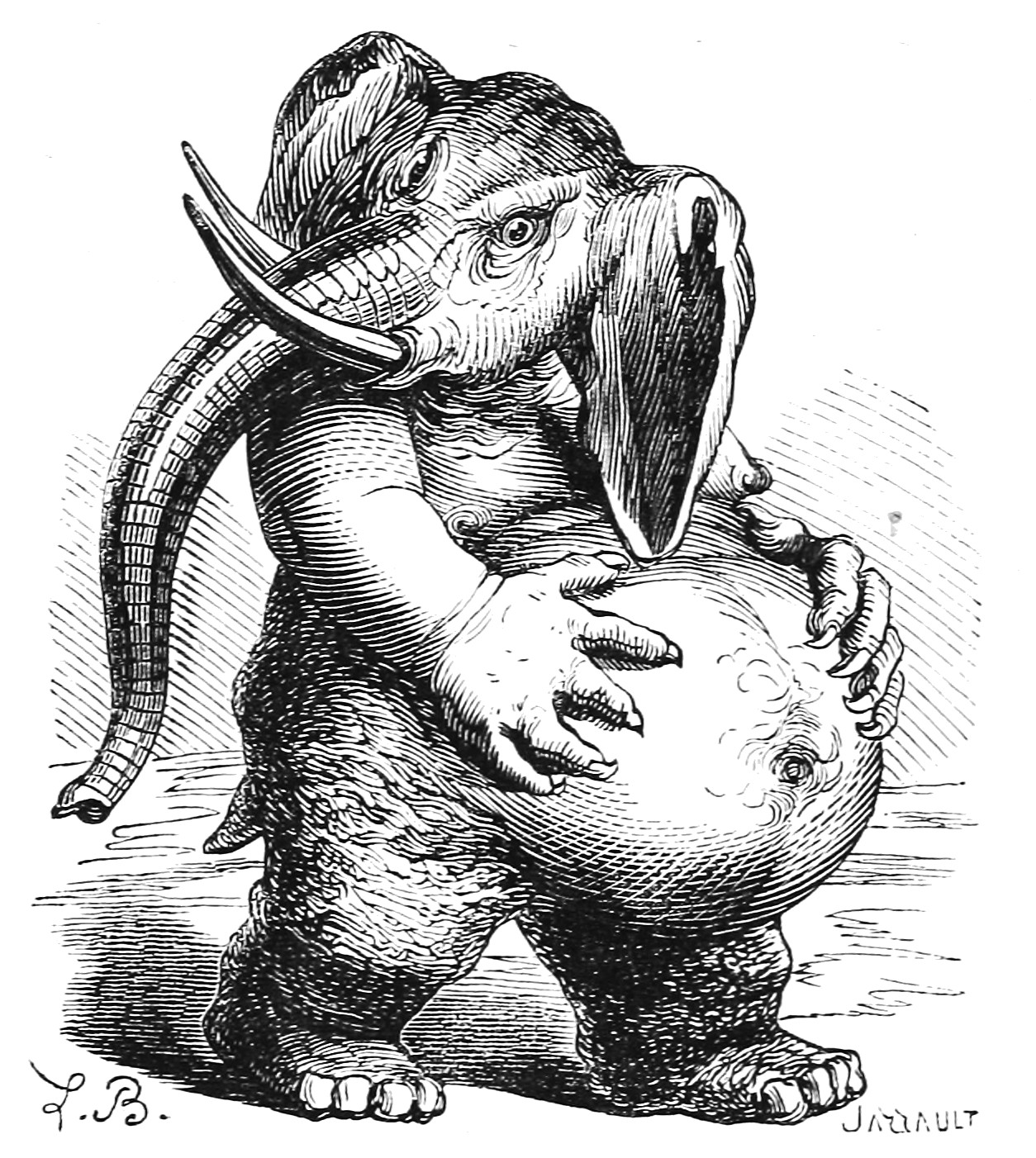
Behemoth
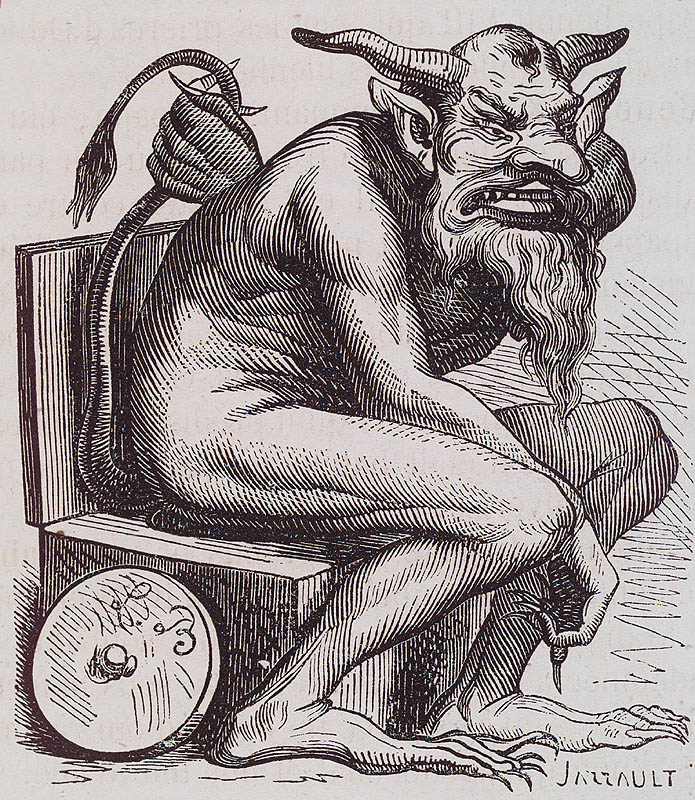
Belphegor
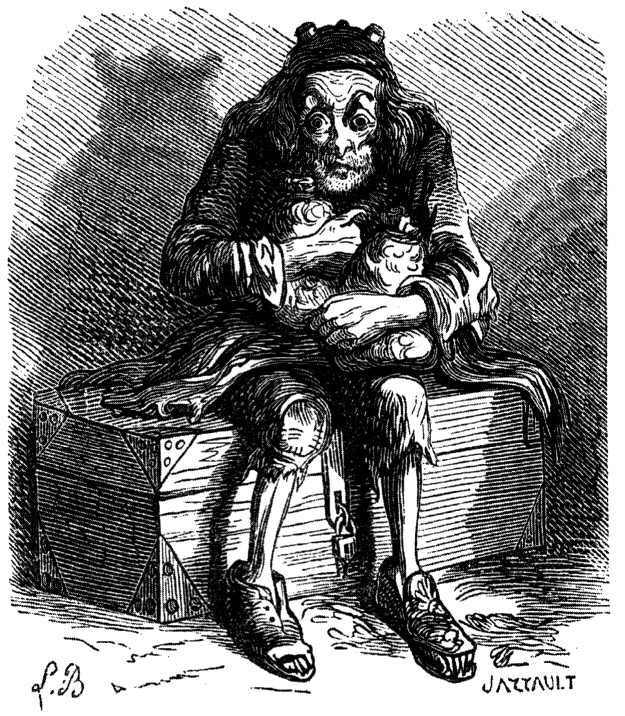
Mammon
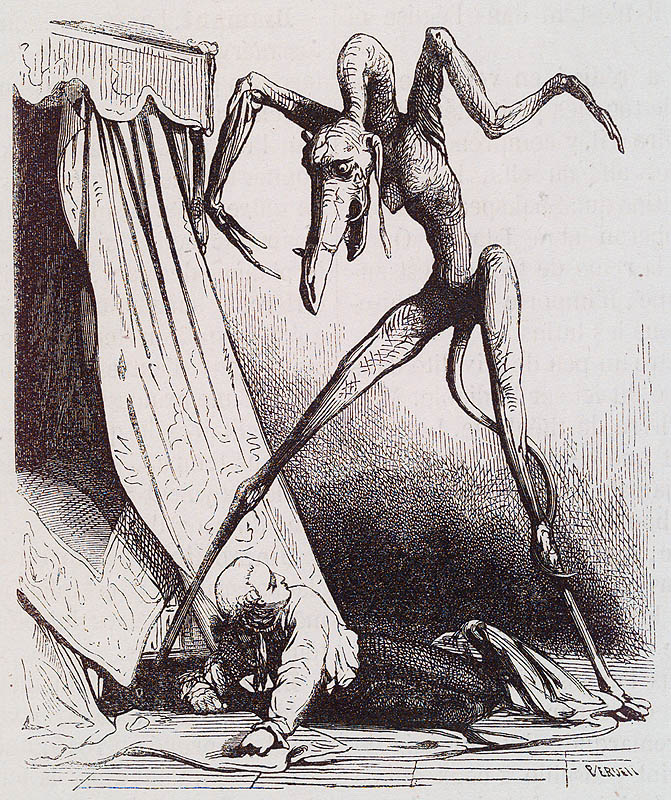
Unbenannter Dämon
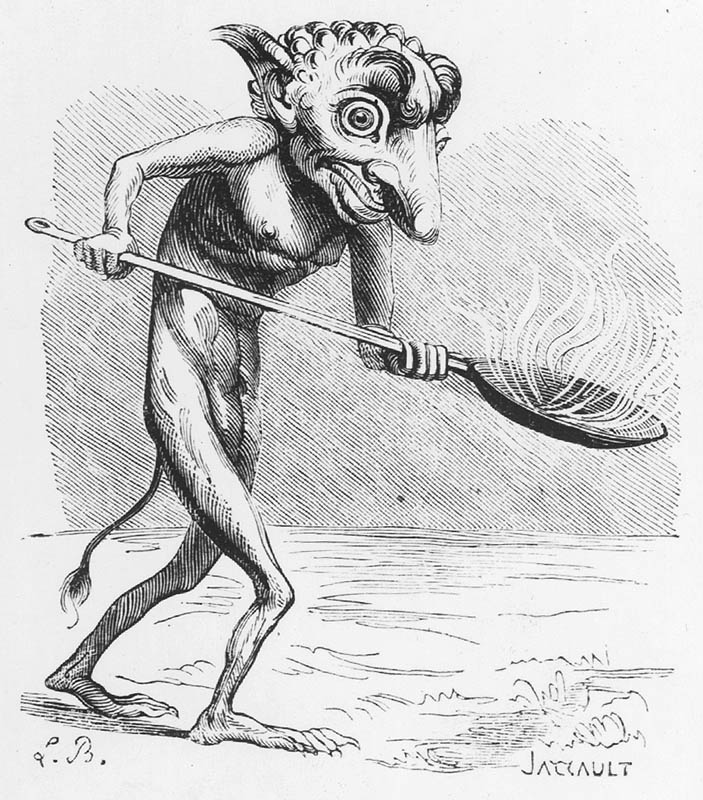
Ukobach

| 1. Abigor (auch Eligos) 2. Abracas 3. Adramelech 4. Aguares 5. Alastor 6. Alocer 7. Amduscias 8. Amon 9. Andras 10. Asmodee 11. Astaroth 12. Azazel 13. Bael 14. Balan 15. Barbatos 16. Behemoth 17. Belphegor 18. Belzebuth 19. Berith 20. Beyrevra 21. Buer 22. Caacrinolaas | 1. Cali 2. Caym 3. Cerbere 4. Deumus 5. Eurynome 6. Flaga 7. Flavros 8. Forcas 9. Furfur 10. Ganga-Gramma 11. Garuda 12. Guayota 13. Gomory 14. Haborym 15. Ipes 16. Lamia 17. Lechies 18. Leonard 19. Lucifer 20. Malphas 21. Mammon 22. Marchosias | 1. Melchom 2. Moloch 3. Nickar 4. Nybbas 5. Orobas 6. Paimon 7. Picollus 8. Pruflas/Busas 9. Rahovart 10. Ribesal 11. Ronwe 12. Scox 13. Stolas 14. Tap 15. Torngarsuk 16. Ukobach 17. Volac 18. Wall 19. Xaphan 20. Yan-gant-y-tan 21. Zaebos |

## Ausgaben
- Dictionnaire Infernal bei Google Books
- Dictionnaire Infernal auf der Site der elektronischen Bibliothek von Lisieux
- Dictionnaire Infernal. archive.org